# Janne Pesonen
Janne Tapani Pesonen (* 11. Mai 1982 in Suomussalmi) ist ein finnischer Eishockeyspieler, der seit Juli 2017 bei den Växjö Lakers in der Svenska Hockeyligan unter Vertrag steht und dort auf der Position des linken Flügelstürmers spielt. 

## Karriere
Pesonen begann seine Eishockeykarriere im Nachwuchsprogramm von Hokki Kajaani, in der Nähe seines Geburtsortes Suomussalmi. Im Verlauf der Saison 1998/99 kam das damals 16-jährige Ausnahmetalent erstmals im Seniorenkader seines Ausbildungsklubs in der dritthöchsten finnischen Spielklasse, der Suomi-sarja, in zwei Partien zum Einsatz. Zur folgenden Spielzeit wechselte Pesonen ins Nachwuchssystem des SM-liiga-Klubs Kärpät Oulu, für den er die folgenden drei Spielzeiten in den U18- und U20-Juniorenklassen Finnlands spielte und sich gezielt auf seine Profikarriere vorbereitete.
Nachdem der linke Flügelstürmer bereits in der Saison 2001/02 zu seinen ersten neun Profieinsätzen im Kader Oulus gekommen war und dabei zwei Treffer erzielt hatte, wechselte er im Sommer 2002 zurück nach Kajaani, die inzwischen in die Mestis, Finnlands zweithöchste Spielklasse, aufgestiegen waren. Für seinen Stammklub erzielte er im Spieljahr 2002/03 in 40 Begegnungen 36 Punkte und war maßgeblich am Klassenerhalt und der Qualifikation für die Playoffs beteiligt. Zur Saison 2003/04 kehrte der Finne nach Oulu zurück und gehörte fortan zum Stammkader der ersten Mannschaft. In seiner Rookiesaison, in der er zugleich seinen ersten Meisterschaftsgewinn mit dem Team feiern konnte, sammelte Pesonen in den 56 Partien der Hauptrunde 30 Scorerpunkte, was ihm die Trophäe Jarmo Wasaman muistopalkinto für den besten Liganeuling des Jahres einbrachte. Nach der Saison wurde er schließlich im NHL Entry Draft 2004 in der neunten Runde an 269. Position von den Mighty Ducks of Anaheim mit ihrem letzten Wahlrecht ausgewählt. In der folgenden Spielzeit war der Finne nicht in der Lage seine Offensivproduktion weiter zu steigern, verteidigte mit Oulu aber den Titelgewinn des Vorjahres. Das Folgejahr 2005/06 verlief für ihn persönlich und auch das Team noch schlechter. Erneut verschlechterten sich seine Statistiken in der Offensive und die Mannschaft konnte trotz der großen Favoritenstellung nicht den dritten Meistertitel in Folge einfahren, sondern scheiterte bereits im Playoff-Halbfinale und musste sich mit dem dritten Rang begnügen. Erst in der Spielzeit 2006/07 fand der Stürmer zu alter Stärke zurück. Mit 55 Scorerpunkten in 56 Spielen stellte er einen neuen persönlichen Rekord auf und führte Kärpät Oulu als Topscorer auf den ersten Rang in der Tabelle nach Abschluss der Hauptrunde. Auch in den anschließenden Playoffs blieb er unverzichtbar für sein Team und wurde zum dritten Mal Finnischer Meister mit Oulu. Neben der erstmaligen Wahl ins All-Star-Team der SM-liiga wurde er zudem mit der Jari-Kurri-Trophäe für den besten Spieler der Playoffs prämiert. Eine erneute Steigerung verzeichnete Pesonen in der Saison 2007/08, als er seinen insgesamt vierten Meistertitel in den letzten fünf Jahren gewinnen konnte. Er selbst wurde nach 78 Punkten in 56 Partien mit zahlreichen Trophäen und der erneuten Wahl ins All-Star-Team der Liga bedacht. Während es jedoch auf nationaler Ebene überdurchschnittlich gut für ihn lief, fand Pesonen international nur wenig Beachtung und Erfolge blieben ebenfalls aus. Im Januar 2008 scheiterte Oulu – wie bereits 2005 und 2006 als die Mannschaft im Finale unterlag – erneut bei dem Versuch den European Champions Cup.
Dennoch war Pesonen durch seine Leistungen für die nordamerikanische National Hockey League interessant geworden, wodurch er im Sommer 2008 neben seinem Landsmann Ville Leino und dem Schweden Fabian Brunnström einer der bei den NHL-Teams am gefragtesten in Europa tätigen Spielern war. Da das inzwischen in Anaheim Ducks umbenannte Team, das ihn gedraftet hatte, in den seitdem vergangenen vier Jahren Pesonen nicht zur Vertragsunterschrift gebracht hatte, galt dieser als Free Agent und konnte unter den interessierten der 30 Teams frei wählen. Nachdem sich Leino für ein Engagement bei den Detroit Red Wings und Brunnström bei den Dallas Stars entschieden hatten, unterzeichnete der Stürmer am 7. Juli schließlich einen Einjahresvertrag bei den Pittsburgh Penguins. Die Penguins, bereits bestückt mit den Stürmern Sidney Crosby und Jewgeni Malkin, konnten ihn nach der Saisonvorbereitung jedoch wegen einer möglichen Überschreitung der Salary Cap nicht im NHL-Kader behalten. Daher wurde er zunächst an die Wilkes-Barre/Scranton Penguins, Pittsburghs Farmteam in der American Hockey League, abgestellt. Nach guten Leistungen dort wurde er am 31. Oktober erstmals in den NHL-Kader beordert und gab einen Tag später sein Ligadebüt. Aufgrund der Problematik der Überschreitung der Gehaltsobergrenze wurde der mittlerweile 26-jährige jedoch wenig später wieder in die AHL geschickt. Insgesamt bestritt er daher lediglich sieben NHL-Spiele und spielte hauptsächlich für Wilkes-Barre/Scranton. Dank seiner 82 Punkte aus 70 Spielen wurde er ins Second All-Star Team der AHL gewählt. 
Im Sommer 2009 verließ Pesonen die Penguins und schloss sich dem amtierenden russischen Meister Ak Bars Kasan aus der Kontinentalen Hockey-Liga an, mit dem er in der Saison 2009/10 ebenfalls den Gagarin Cup gewann. Im August 2011 erhielt er einen Probevertrag beim NHL-Team der Winnipeg Jets. Dort konnte er sich im Trainingscamp jedoch nicht durchsetzen und wechselte im Oktober 2011 zum amtierenden finnischen Meister HIFK Helsinki. Für den HIFK absolvierte er in der Folge über 40 Spiele in der SM-liiga, in denen er 29 Scorerpunkte sammelte, und kehrte im Juni 2012 zu Ak Bars Kasan zurück. Bei Ak Bars gehörte er in den folgenden Jahren zu den Leistungsträgern und war daher in der Saison 2013/14 Assistenzkapitän der Mannschaft. Im Dezember 2014 verließ er Ak Bars und wurde kurz vor Jahresende vom Skellefteå AIK verpflichtet, mit dem er am Ende der Saison die schwedische Vizemeisterschaft erreichte.
Im August 2016 wurde Pesonen vom HC Ambrì-Piotta aus der Schweizer National League A (NLA) mit einem Vertrag für sieben Wochen ausgestattet. Die Vereinbarung enthielt eine Möglichkeit der Verlängerung bis zum Ende der Saison 2016/17, welche dann auch genutzt wurde. Im Juli 2017 wurde Pesonen zu den Växjö Lakers in die schwedischen Svenska Hockeyligan transferiert. Mit den Lakers gewann er 2018 die schwedische Meisterschaft.

## International
Pesonen, der im Juniorenbereich nie international gespielt hatte, wurde in der Spielzeit 2002/03 erstmals in die finnische B-Auswahl berufen. Seit 2003 nimmt er mit der finnischen Nationalmannschaft regelmäßig an der Euro Hockey Tour teil, die er mit seiner Mannschaft in den Spielzeiten 2003/04, 2009/10 und 2013/14 gewinnen konnte. Bei der 2011 wurde er erstmals für den finnischen Kader bei einer Weltmeisterschaft nominiert und errang mit seinem Team auf Anhieb den Weltmeistertitel. Auch 2012, 2013, 2015 und 2018 spielte er mit den Finnen in der Top-Division der Weltmeisterschaften.

## Erfolge und Auszeichnungen

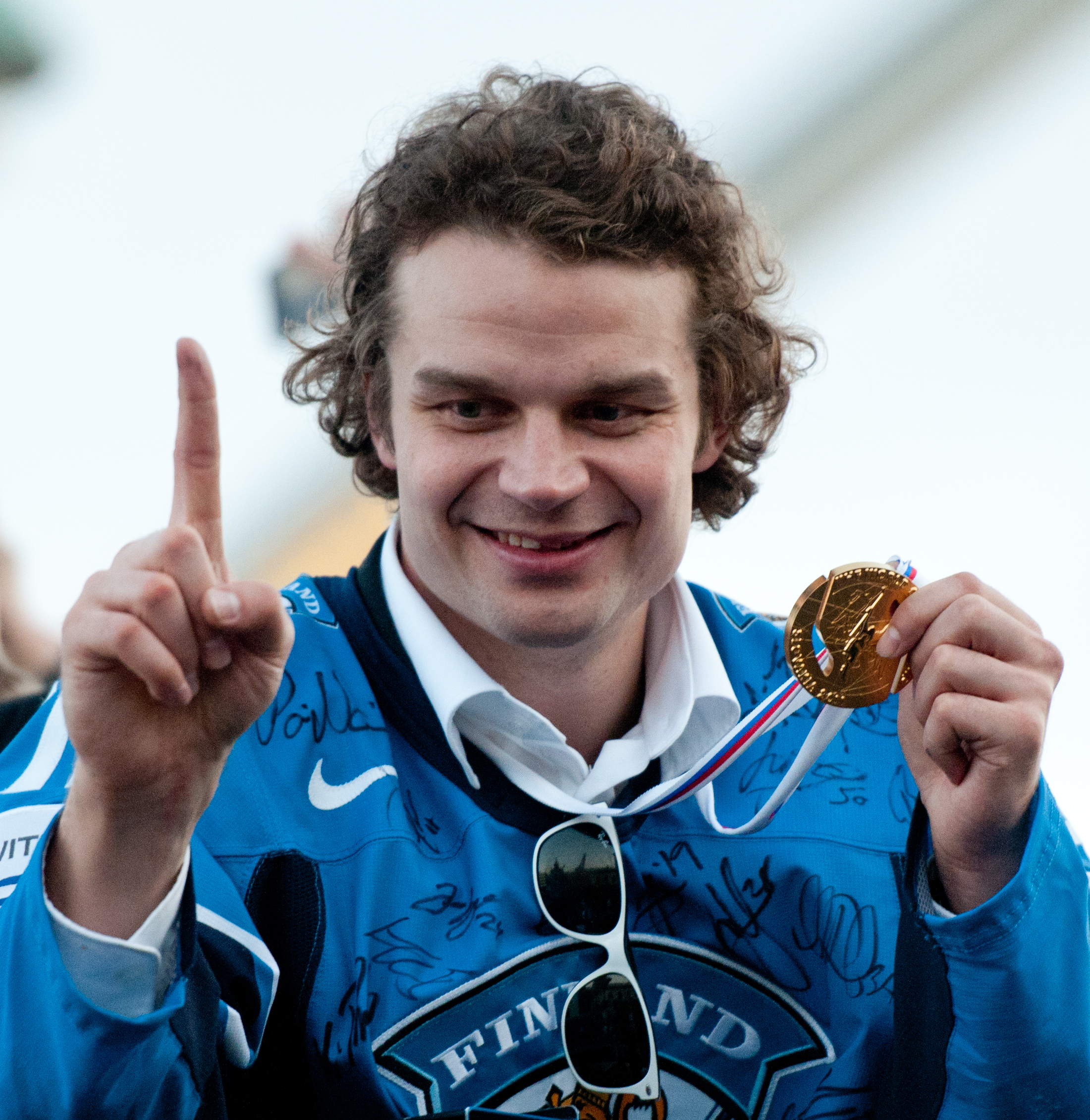
Pesonen mit der Goldmedaille der Weltmeisterschaft 2011

| - 2004 Finnischer Meister mit Kärpät Oulu - 2004 Jarmo Wasaman muistopalkinto - 2005 Finnischer Meister mit Kärpät Oulu - 2007 Finnischer Meister mit Kärpät Oulu - 2007 Jari-Kurri-Trophäe - 2007 SM-liiga All-Star-Team - 2008 Finnischer Meister mit Kärpät Oulu - 2008 Aarne-Honkavaara-Trophäe | - 2008 Matti-Keinonen-Trophäe - 2008 Veli-Pekka-Ketola-Trophäe - 2008 SM-liiga All-Star-Team - 2009 AHL Second All-Star Team - 2010 Gagarin-Pokal-Gewinn mit Ak Bars Kasan - 2015 Schwedischer Vizemeister mit dem Skellefteå AIK - 2018 Schwedischer Meister mit den Växjö Lakers |

### International
- 2011 Goldmedaille bei der Weltmeisterschaft

## Karrierestatistik

### International
Vertrat Finnland bei:
| - Weltmeisterschaft 2011 - Weltmeisterschaft 2012 - Weltmeisterschaft 2013 | - Weltmeisterschaft 2015 - Weltmeisterschaft 2018 |

(Legende zur Spielerstatistik: Sp oder GP = absolvierte Spiele; T oder G = erzielte Tore; V oder A = erzielte Assists; Pkt oder Pts = erzielte Scorerpunkte; SM oder PIM = erhaltene Strafminuten; +/− = Plus/Minus-Bilanz; PP = erzielte Überzahltore; SH = erzielte Unterzahltore; GW = erzielte Siegtore; 1 Play-downs/Relegation; Kursiv: Statistik nicht vollständig)